# Noms et titres de Jésus-Christ
 (juillet 2023).
Motif : article en partie neutralisé et débarrassé de nombreuses erreurs factuelles ("Jéhovah", pharisiens, etc.) mais comportant encore des commentaires personnels de la Bible, sans l'appui de sources secondaires.

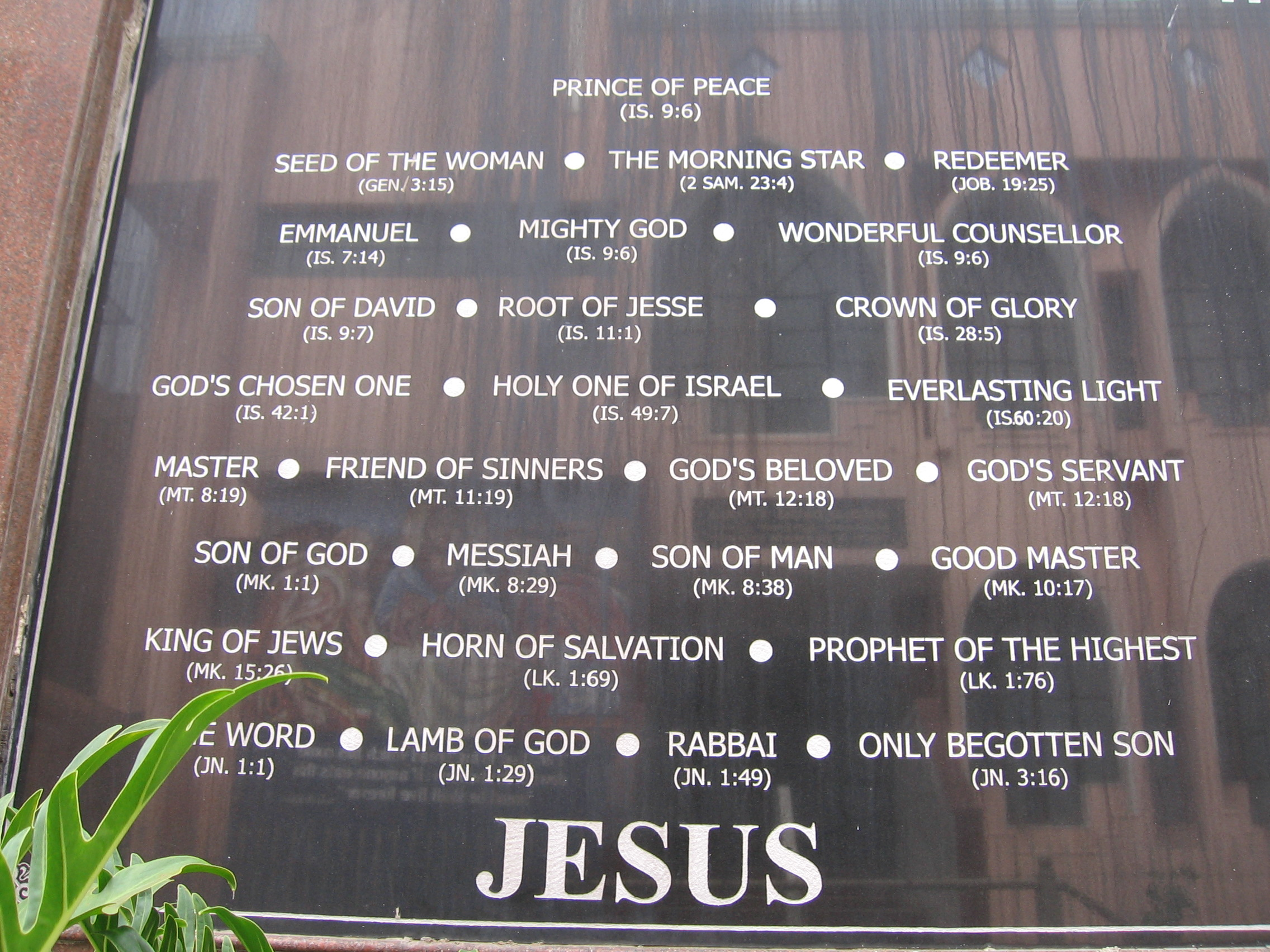
Les noms et titres de Jésus,.

Les noms et titres de Jésus-Christ sont les vocables par lesquels Jésus de Nazareth, fils de Marie, est identifié dans les écrits du Nouveau Testament. Jésus s’approprie l’un ou l’autre, mais la majorité lui sont donnés par ses disciples ou des membres de la foule. Certains lui sont donnés par les évangélistes ou saint Paul, dans ses lettres. Aucun titre, pris séparément, ne révèle toute la personnalité de celui que les chrétiens appellent Jésus-Christ, Fils de Dieu.

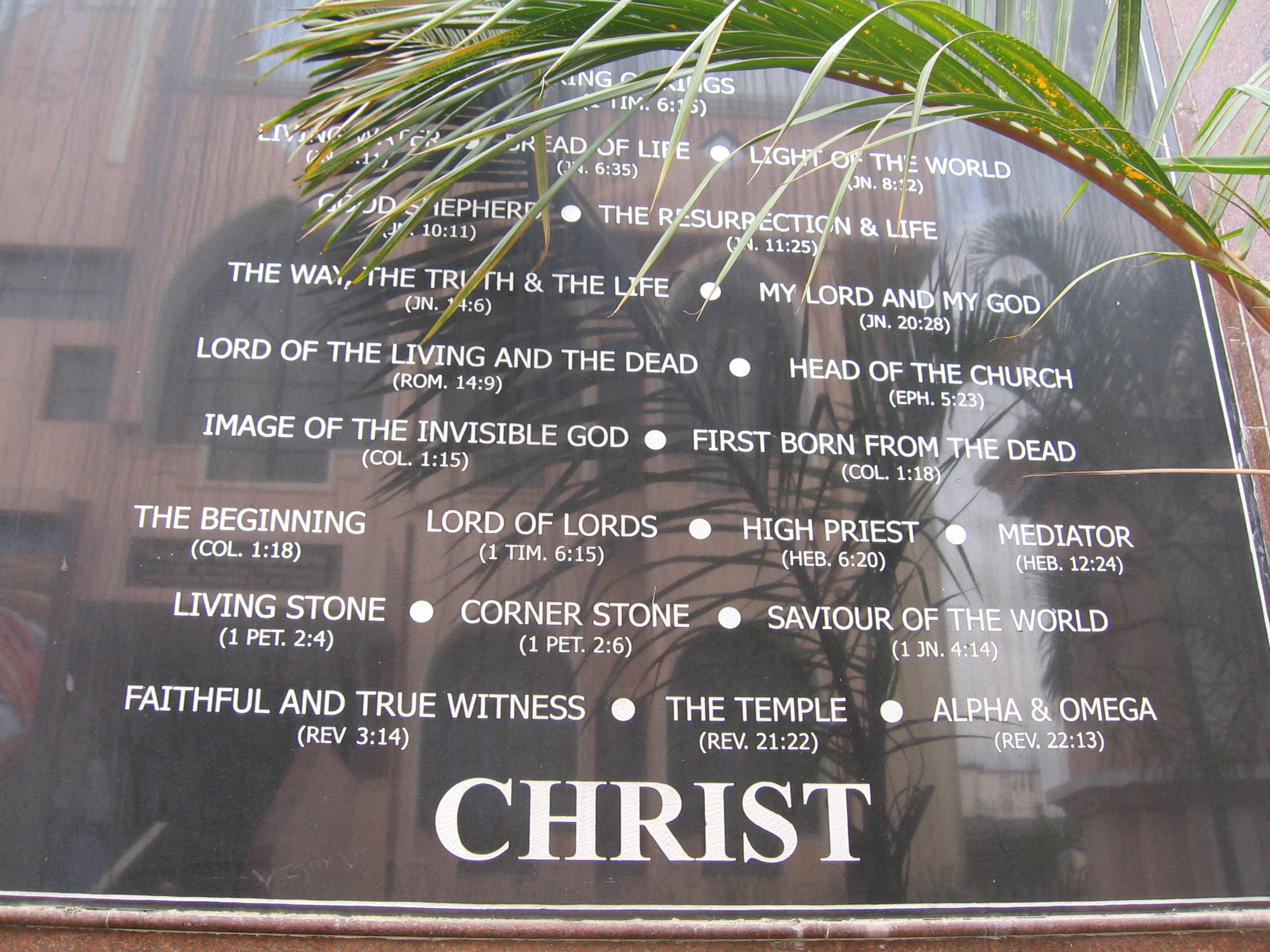
Les noms et titres de Christ, basilique Sainte-Marie de Bangalore.

## Titres de Jésus

### Fils de l’homme (ou Fils d’Adam)

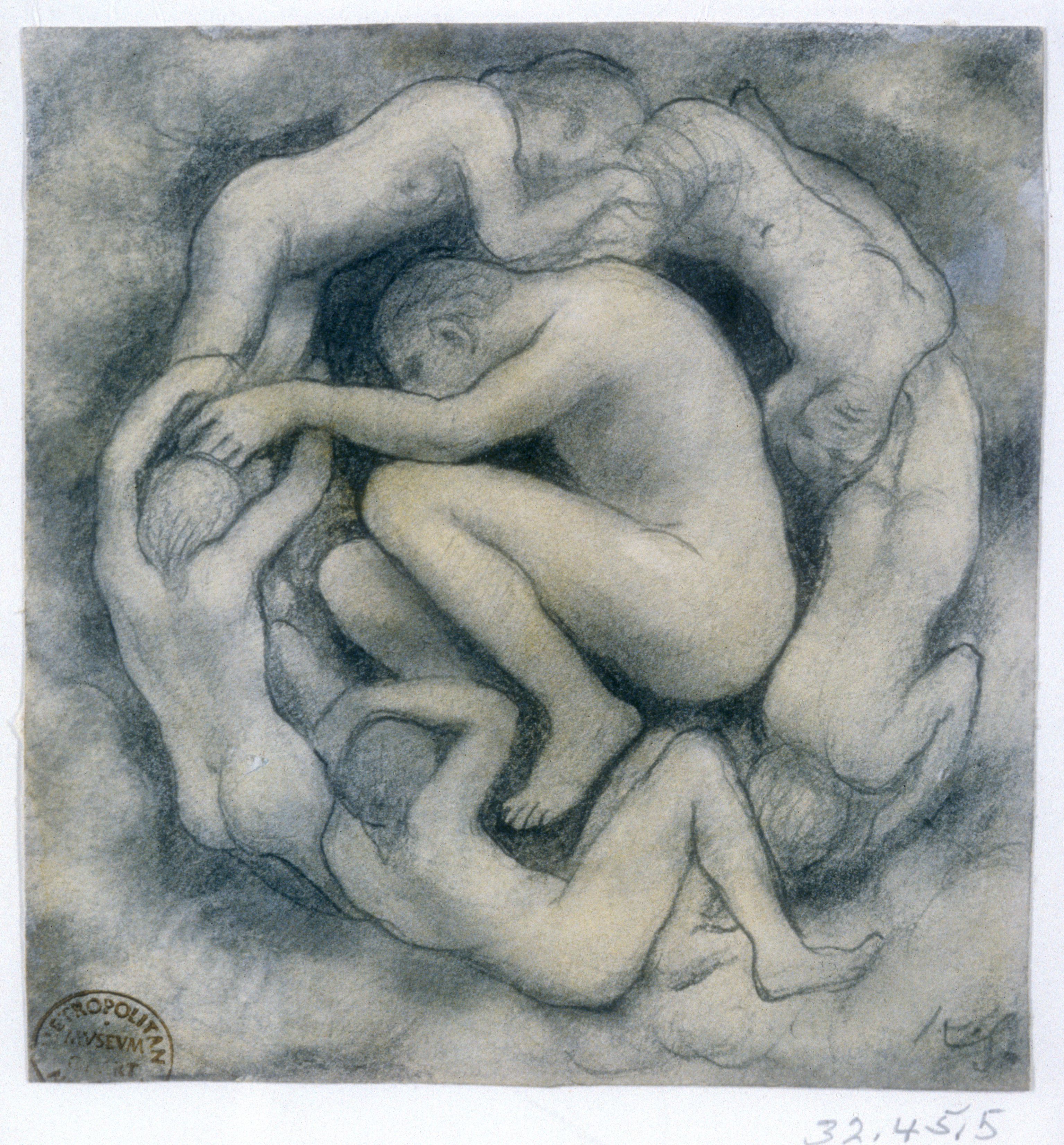
'Jesus, the Son of Man' (Jésus, le fils de l'homme) dessin de Khalil Gibran).

Le titre souligne l’appartenance de Jésus à la race humaine, descendant du premier homme, Adam. En hébreu le mot Adam fait référence à l'homme créé par Dieu, ou à la collectivité humaine. Présent dans les quatre Évangiles et très fréquemment utilisé par Jésus lorsqu’il parle de lui-même à la troisième personne (mais jamais par les évangélistes lorsqu’ils parlent de Jésus). Seule exception : dans Actes 7,56 le diacre Étienne voit « le Fils de l’homme, debout à la droite de Dieu ».
Très présent chez le prophète Ézéchiel, dans l’Ancien Testament, où il signifie simplement "être humain" par contraste à Dieu et aux anges, on le relève une fois chez Daniel (Dn 7,13) où il prend le sens apocalyptique de celui qui exerce le jugement divin.
Dans le Nouveau Testament, Jésus parle de lui-même à la troisième personne comme le "Fils de l’homme", surtout dans ses activités humaines, mais également lorsqu’il annonce prophétiquement sa souffrance et sa mort prochaine (Mc 8,31 et autres). Plus rarement Jésus l’utilise dans son sens daniélique lorsqu’il dit que le Fils de l’homme a pouvoir de pardonner les péchés (Mt 9,6) et qu'il est maître du sabbat (Mt 12,8).

### Je suis (Ἐγώ Εἰμί: Egṓ Eimí)
Dans une série de passages de l’Évangile de Jean, Jésus se présente intemporellement avec l’expression "Je suis" (Ἐγώ εἰμί : Egṓ eimí, littéralement : "moi, je suis") : « Je suis le Pain de vie » (Jn 6,35), « Je suis la Lumière du monde » (Jn 8,12), « Je suis la Porte » (du troupeau) (Jn 10,7,9), « Je suis la Résurrection et la vie » (Jn 11,25), etc.. Ce n’est pas à proprement parler un titre, mais Jésus a l’audace de reprendre explicitement le Tétragramme, qui est un nom divin absolument sacré, le "Je Suis (Celui qui Suis)" de Ex 3,14. Les pharisiens l’ont bien compris qui cherchent à le lapider immédiatement après l’avoir entendu dire : « Avant qu’Abraham fut, Je suis » (Jn 8,58), également en Jn 13,19.
Jésus a prophétisé : « Quand vous aurez élevé le Fils de l'homme, alors vous comprendrez que moi, je suis » (Jn 8,28). Or, la formule "vous aurez élevé" fait référence à la Croix, tandis que le "je suis", correspond comme en 8,58 à celui du Buisson Ardent, en sorte que Jésus lie sa divinité à sa Passion sur la croix qui est le sommet de l'amour.
L’un ou l’autre passage des Synoptiques suggèrent la même appropriation : « Beaucoup viendront en mon nom : ils diront :’ c’est moi’ (ἐγώ εἰμί : egṓ eimí) »  (Lc 21,8).

### Berger (Pasteur)

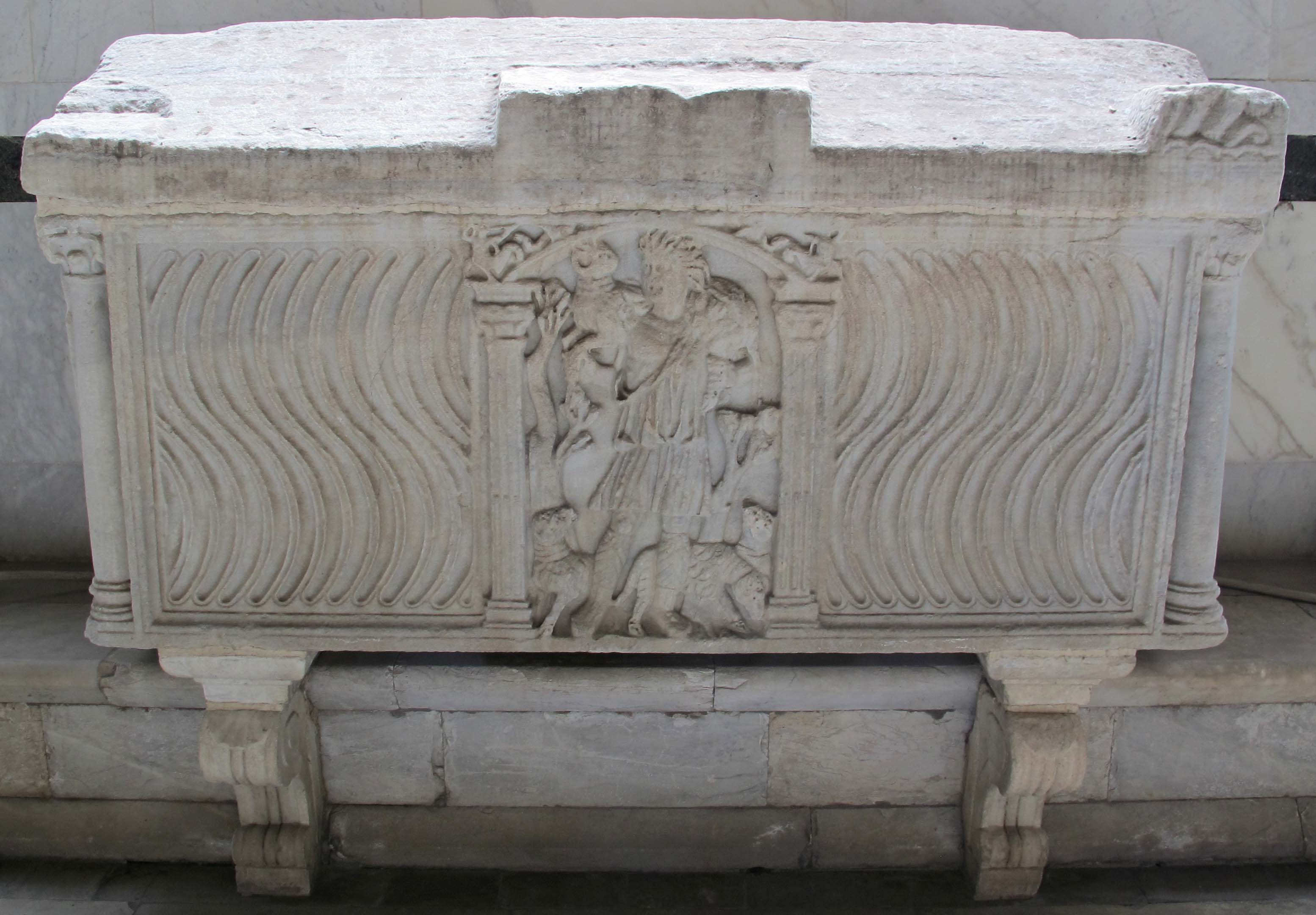
Le 'Bon pasteur' sur un ancien sarcophage romain.

Même hors des textes bibliques le berger est une figure traditionnelle de guide politique ou religieux d’une nation ou d’un groupe particulier. Dans l’Ancien Testament Dieu (YHWH) est interpellé « Berger d’Israël, écoute... ». (Ps 80,1). Voir aussi Gn 48,15 et autres textes. Moise (Ex 3,1), le prophète Amos (Am 1,1) et le roi David (1 S 16,11, etc.) étaient littéralement des bergers avant de répondre à leur vocation particulière. L’image est fréquemment reprise pour les dirigeants d’Israël, qu’ils soient bons ou mauvais (par exemple Jr 3,11) Certains prophètes expriment l’espoir que le futur roi d’Israël sera un "bon berger" (Ez 34,23 ; Mi 5,3).
Jésus parle de Dieu comme un pasteur plein de sollicitude pour ses brebis (Lc 15,4-7). Les paraboles et images tirées de la vie pastorale sont nombreuses. Le berger se laisse frapper même pour protéger ses brebis (Mt 26,31). Tous ces traits du berger sont groupés dans le discours de Jésus sur le "Bon berger" en Jn 10,1-10. C’est uniquement dans ce passage-là que Jésus s’approprie le titre : « Je suis le bon berger » (Jn 10,11).
Dans la bénédiction finale en He 13,20 Jésus-Christ est appelé  « le grand pasteur des brebis ». Des allusions similaires se trouvent dans la Première épître de Pierre : « vous vous êtes tournés vers le berger et gardien de vos âmes» (1 P 2,25.5,4). Et dans l’Apocalypse : « l’agneau (...) sera le berger » (Ap 7,17). Le thème du Bon Berger a fort inspiré l’iconographie chrétienne primitive.
Jésus a cité peu avant sa Passion le passage de Zacharie (13,7) : « Je frapperai le berger et les brebis du troupeau seront dispersées » (Mt 26,31) qu'il applique prophétiquement à lui et à ses apôtres. Le cardinal Ratzinger a mis cette parole sur le berger frappé, en relation avec ce que Zacharie a écrit par ailleurs : « Ils lèveront les yeux vers celui qu'ils ont transpercé ; ils feront une lamentation sur lui comme sur un fils unique (...) En ce jour-là il y aura une source qui jaillira pour la maison de David et les habitants de Jérusalem : elle les lavera de leur péché et de leur souillure » (Za 12,10-11.13,1).

### Homme de Douleurs
Le Livre d'Isaïe (ch. 53) décrit la venue de Jésus en tant qu'homme de douleurs, frappé et humilié pour ôter le péché de l'humanité.
Jésus, après sa résurrection, réitère ses propos : le Christ doit souffrir, et il ressuscitera des morts le troisième jour (Luc 24, 45).

## Titres de Jésus dans l'Évangile selon Jean

### La Vérité et la Vie
La première épître de Jean annonce : « Ce que nous avons entendu, ce que nous avons vu de nos yeux, ce que nous avons contemplé, ce que nos mains ont de la parole de Vie » (1 Jn 1,1). Et le Prologue de l'Évangile selon Jean précise : « Au commencement était la parole, (...) Il était la vraie lumière qui éclaire tout homme » (Jn 1,1.9).
Le témoignage véridique est un thème récurrent dans tout l'Évangile selon Jean. Jean le Baptiste y est nommé « venu pour témoigner de la lumière » (Jn 1,6-8), de même que le disciple bien-aimé : « Celui qui a vu rend témoignage, son témoignage est véridique, et celui-là sait que son témoignage est véridique » (Jn 19,35), et : « C'est ce disciple qui témoigne de ces faits et qui les a écrits, et nous savons que son témoignage est véridique » (Jn 21,24). En outre, Jésus revendique sa qualité de témoin autorisé du Père.

### Le pain vivant
Jésus dit à propos de la manne : « C'est moi qui suis le pain de vie. Vos pères ont mangé la manne au désert et ils sont morts (...) C'est moi le pain vivant descendu du ciel. Si quelqu'un mange de ce pain, il aura la vie éternelle » (Jn 6,48-51). Et il précise : « Le pain que je donnerai, c'est ma chair que je donnerai pour que le monde ait la vie » (Jn 6,51). Or, ce pain est l'annonce de celui que Jésus offrit à ses disciples quand il leur dit, lors de la cène précédant sa passion rédemptrice : « Ceci est mon corps livré pour vous » (Lc 22,19). Ce pain livré est préparé à partir de la farine dont Jésus dit de son grain : « Si le grain de blé tombé en terre ne meurt pas, il reste seul ; mais s'il meurt, il donne beaucoup de fruit ».

### La Résurrection
Lors de la résurrection de Lazare, Jésus dit à Marthe : « Je suis la résurrection et la vie. Qui croit en moi ne mourra jamais » (Jn 11,25-26). En outre, Jésus a ressuscité le fils de la veuve de Naïm (Lc 7,11-17) et la  fille  du chef de synagogue Jaïre (Mc 5,21-42). Ces résurrections opérées par Jésus durant son ministère manifestent la puissance salvifique qu'il a reçue de son Père, et permettent aux pécheurs de renaître à une vie nouvelle. Le père dit à ses serviteurs à propos du retour de son fils prodigue : « Mon fils que voici était mort et il est revenu à la vie » (Lc 15,11-32). Ces résurrections opérées par Jésus annoncent par ailleurs sa propre Résurrection.

### La vigne véritable
Dans son discours au Cénacle, Jésus dit à ses apôtres : « Je suis la vigne véritable et mon Père est le vigneron. Tout sarment en moi qui ne porte pas de fruit, il le coupe et celui qui porte du fruit, il l'émonde pour qu'il en porte encore davantage » (Jn 15,1-2).
Joseph Ratzinger situe cette affirmation de Jésus dans la perspective de la signification de la vigne dans l'Ancien Testament, en particulier dans le Psaume 80 et le chant d'Isaïe (5,1-7), où il est question d'une vigne plantée avec amour, qui n'est autre qu'Israël, et qui déçoit, ne donnant pas de belles grappes, mais des petits raisins sauvages immangeables. Or Jésus, a repris ce chant dans une parabole (Mt 12,1-12), où Israël est représenté par les vignerons auxquels la vigne a été donnée en fermage, lesquels se comportent de plus en plus mal, au point finalement de tuer le fils du propriétaire de la vigne, dans lequel on reconnaît Dieu. La vigne régénérée par la mort du fils qui n'est autre que Jésus signifie l'union indissoluble de lui avec les siens, qui par lui et avec lui sont tous la vigne dont la vocation consiste à demeurer dans la vigne en produisant les beaux raisins attendus que sont l'amour qui accepte le mystère de la croix. C'est ce qu'exprimera à sa manière Paul dans sa vision de l'Église en tant que "Corps du Christ".

## Noms et titres donnés par d’autres (apôtres, disciples, foule)

### Jésus (de Nazareth) / Fils de Joseph / Fils de Marie
C’est le nom de l’enfant qui est né de Marie, à Bethléem, suivant la promesse de l’ange Gabriel. Il lui fut donné le jour de la circoncision (Mt 1,21). Le nom est la forme grecque (Ιησους) de l’araméen Joshua qui signifie "Dieu sauve". Ce nom n’est pas exceptionnel, mais significatif (par exemple Lc 18,35). Pour le distinguer d’autres – Barabbas lui-même était prénommé Jésus (Mt 27,16) - on l’identifiait par son origine : Jésus le Nazaréen (Mc 10,47), ou ‘Jésus le Galiléen’ (Mt 26,69).
Certains titres l’identifient par rapport à sa famille : Jésus est le fils de Joseph (généalogie en Lc 3,24), le  Charpentier (Mc 6,3), le fils du charpentier (Mt 13,55), le fils de Marie et le frère de Jacques, José, Jude et Simon (Mc 6,3).
Le titre de "fils de Marie" est inhabituel (en Mc 6,3 seulement). Il souligne la génération humaine de Jésus. Il devient populaire plus tard, en théologie chrétienne, lors des grandes controverses sur la nature divine de Jésus et la définition conciliaire de Marie comme Mère de Dieu (Theotokos), et non seulement mère de l’homme Jésus.

### Christ et Messie

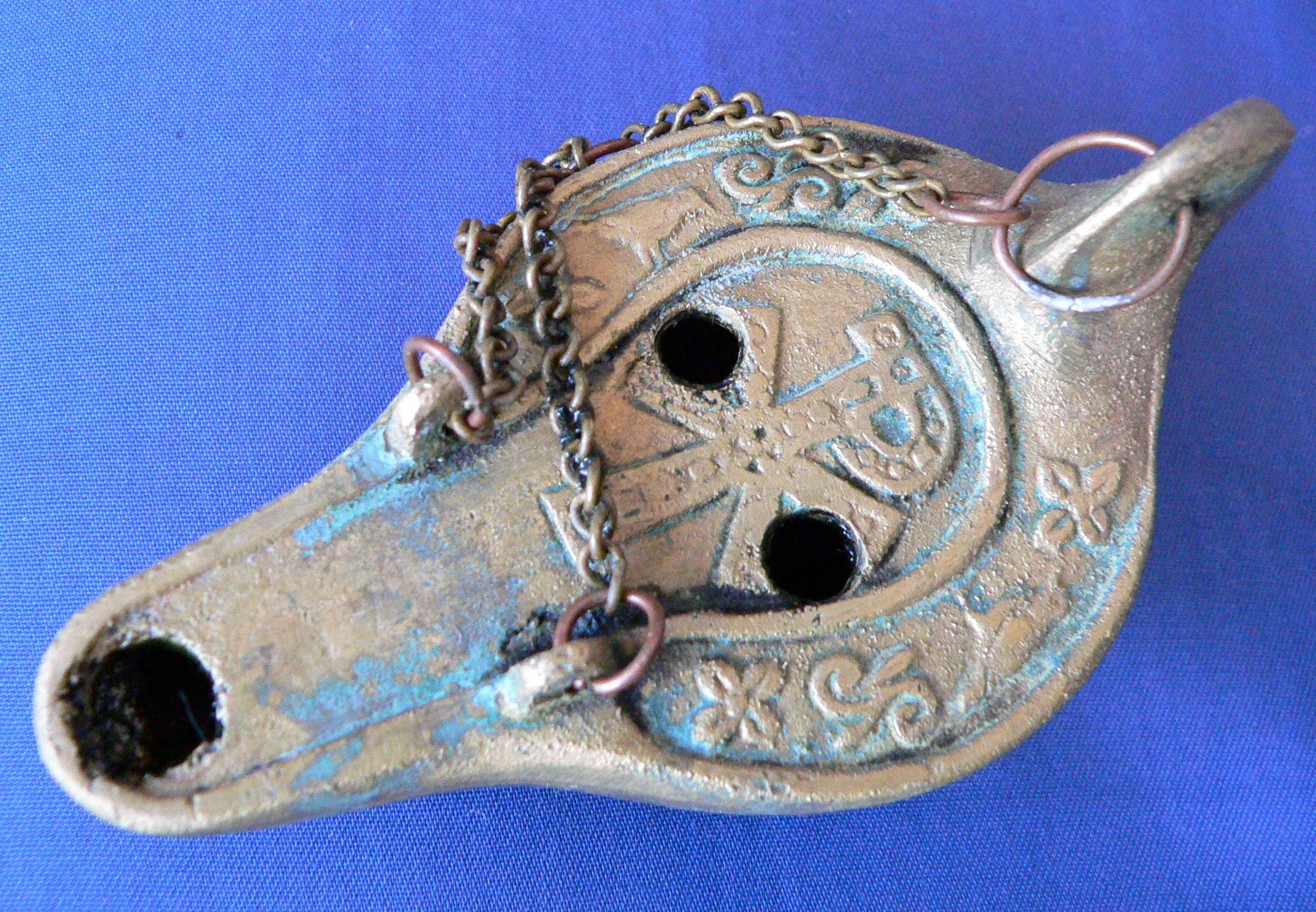
Le Chi-Rho sur une lampe à huile.

Le Christ ou Messie est celui qui est oint, c'est-à-dire marqué de l'huile sainte. Ce titre place Jésus dans la continuité de l’Ancien Testament — l’Oint est un titre royal — où l’attente du nouveau Messie, libérateur et restaurateur, est un thème constant. Le Messie est l’Oint de Dieu, c’est-à-dire consacré avec l’huile pour gouverner Israël. Il contient cependant un aspect de royauté temporelle et politique que Jésus n’approuve pas. Il n’accepte cette reconnaissance comme Messie qu’après avoir annoncé sa Passion, ainsi lors de la confession de Pierre - et « fils de David » par la foule (Mt 20,30) - mais ne l’encourage pas (Mt 16,20).
Le titre est très largement présent sous sa forme grecque (Christos) dans les Évangiles et surtout dans les épîtres de Paul. Deux fois seulement – dans l'Évangile selon Jean - sous sa forme hébraïque  de Messie, en Jn 1,41 et Jn 4,25 (La femme samaritaine : « Je sais qu’un Messie doit venir, celui qu’on appelle Christ »).
Après sa Résurrection – il n‘y a plus d'ambiguïté - ce titre lui est fréquemment donné par les premiers chrétiens, dont les évangélistes. Saint Paul l’utilise 382 fois, parfois comme Jésus Christ, ou Christ Jésus ou simplement – l’adjectif devient substantif - le Christ. Le croisement des deux lettres grecques Chi et Rho (premières lettres du mot Christos) - que l'on appelle christogramme -  est devenu, dès la primitive Église, un des symboles monogrammiques les plus évocateurs de la personnalité de Jésus.

### Seigneur
- Seigneur traduisant YHWH dans la Septante
Au départ le titre (en grec Kyrios) est un simple vocatif donné par respect à toute personne que l‘on considère supérieure à soi-même, y compris Dieu : Adonai. Dans l’Ancien Testament le mot Adonai (Seigneur) remplaçait le très sacré Tétragramme dans toute lecture publique de la Bible. Par ailleurs le terme Kyrios traduit toujours Yahvé dans la version grecque de l'Ancien Testament connue sous le nom de Septante , et il est utilisé le plus souvent par les auteurs du Nouveau Testament.
- Dans les Évangiles canoniques
Le titre est fréquemment utilisé dans tous les livres du Nouveau Testament, avec des sens divers. Les étrangers au groupe des proches de Jésus s’adressent à lui comme Seigneur, alors que les disciples eux-mêmes lui préfèrent souvent le titre de « maître ». Cependant, dans Mt 22,43-45, Jésus montre que le Messie est Seigneur, plus grand que le roi David, sans prendre cependant le titre pour lui-même. Par ailleurs, lors de la tempête apaisé, qui se présente comme une théophanie, l'invocation de Jésus sous le nom de Seigneur semble reprendre le sens attribué à YHWH.
- Dans les Épîtres pauliniennes
Hors des Évangiles, dans les lettres pauliniennes et le livre des Actes, le titre acquiert une dimension divine. Paul citant Joël 3,5 affirme : « Si tu confesses que Jésus est Seigneur (...) tu seras sauvé (...) car quiconque invoquera le nom du Seigneur sera sauvé » (Rm 10 9,13). Il écrit par ailleurs, citant Jérémie 9,23 : « Qui a connu la pensée du Seigneur pour l'instruire ? Or nous avons la pensée du Seigneur ! » (1 Co 2,16) et plus loin : « Personne ne peut dire Jésus est Seigneur, sinon par l'Esprit saint » (1 Co 12,3). L'hymne des Philippiens chante : « Jésus-Christ est le Seigneur à la gloire de Dieu le Père » (Ph 2,11). À l'occasion de l'Eucharistie, Paul, se référant à la fin de ce qui suit le verset 9 du Psaume 24, enseigne : « Vous ne pouvez boire à la coupe du Seigneur. (...) La terre et tout ce qu'elle contient appartient au Seigneur » (1 Co 10,21-26), ou « le Repas du Seigneur » (1 Co 11,20) qu’est le partage du pain eucharistique.
En réminiscence du chema Israël : « Écoute Israël, le Seigneur notre Dieu est le seul » (Dt 6,4), Paul a tiré parti du fait que le nom du Dieu unique est double, Seigneur et Dieu pour approprier celui-ci au Père et celui-là au Fils dans le verset suivant : « Il y a un seul Dieu, le Père de qui tout tient l'existence, et nous pour lui, et un seul Seigneur, Jésus-Christ, par qui tout existe et nous par lui » (1 Co 8,4-6).  Cela lui permet d'inclure la divinité de Jésus dans l'unité divine.
Le terme Seigneur apparaît aussi dans les expressions "Le jour du Seigneur". Bref, les premiers chrétiens attribuent à Jésus ce titre, considérant qu’il a même pouvoir et souveraineté que Dieu.
Le titre « Le Roi des rois et le Seigneur des seigneurs » lui est aussi attribué (Ap 17, 14 ; Ap 19, 16) quand il revient sur Terre en gloire.

### Saint (de Dieu) / Juste
À l‘origine – et dans l’Ancien Testament -  le titre (en grec Agios tou Theou) est une simple circonlocution utilisée pour éviter de prononcer le nom de Dieu. Au singulier il fait toujours référence à Dieu : ainsi en 1 Samuel 2,2 ; Job 6,10, etc. Parfois : le Saint d’Israël (Is 1,4 et autres). De plus les êtres célèbres lui rendent gloire en lui disant : Saint, saint, saint, est le seigneur (Apocalypse 4, 8).  
Dans le Nouveau Testament, en Mc 1,24, Jésus est révélé, à contretemps, par des esprits impurs comme le Saint de Dieu. Mais le titre n’est pas faux. Il est repris par saint Pierre dans sa confession « nous avons cru et connu que tu es le Saint de Dieu » (Jn 6,69) et ailleurs dans les Actes et autres écrits néotestamentaires (1 Jn 2,20, etc.). Jésus est appelé aussi le « Juste » (Vous avez renié le Saint et le Juste, et vous avez demandé qu'on vous accordât la grâce d'un meurtrier) (Actes 3,14).

### Fils de Dieu
Dans l’Ancien Testament le titre Fils de Dieu ne suggère jamais une identité divine. Il signifie que la personne, -  roi (Ps 2,7), ange (Gn 6,2), peuple d’Israël (Ex 4,22) ou simple être humain (Sg 2,18) - a une relation spéciale avec Dieu.
Bien que le Jésus historique ait fait souvent allusion à Dieu comme son Père (Abba), il ne s’approprie jamais le titre de Fils de Dieu. Ce sont les évangélistes - dont surtout Jean - et saint Paul qui utilisent ce titre dans un sens messianique et divin, très présent, de plus, dans toute la Tradition chrétienne primitive. Dans Marc, le verset d'ouverture (Mc 1,1) comme plus tard le centurion, lorsque Jésus est sur la croix (Mc 15,39), lui donnent ce titre. Dans Matthieu et Luc, Satan, le Saint Esprit et les disciples de Jésus lui donnent ce titre. Par ailleurs Jésus parle de ses disciples comme "enfants de Dieu" (les Béatitudes en Mt 5,9 ; Lc 20,36). Ces passages suggèrent clairement la divinité du Fils.
Le langage Père-Fils est coutumier dans l'Évangile de Jean, et Jésus y est le Fils par excellence. De plus, Jean parle explicitement de Jésus comme Fils unique de Dieu (le monogenes) en Jn 3,16-18 et ailleurs. Paul parle librement de Jésus-Christ comme Fils de Dieu et en plusieurs endroits importants qualifie les chrétiens d'enfants de Dieu ou fils adoptifs de Dieu (par ex. Rm 8,14-15).
Fils de Dieu, selon la pensée hébraïque, veut notamment dire, "Être céleste" venant de l'hébreu, Ben Elim. Donc, Jésus est l'Être céleste. C'est pourquoi en disant cela, il a failli se faire bastonner par les Juifs, comprenant ce qu'il disait, car dire être l'Être céleste revient à dire être Élohîm lui-même, donc Dieu.
Jésus est aussi nommé le Fils Unique ou le Bien Aimé.

### Roi d'Israël (et roi des Juifs)
Le titre est messianique lorsqu'il est donné à Jésus par les foules qui l’acclament lors de son entrée à Jérusalem (Mt 21,5 et parallèles en Luc et Jean) : il rappelle la période glorieuse des rois David et Salomon. Mais, assis sur un ânon, il a une attitude humble.
Quatre fois Jésus est appelé roi d’Israël (Mt 27,42 ; Mc 15,32 ; Jn 12,13) par des opposants sur le mode de la raillerie, et par Nathaniel en Jn 1,49. Cependant, même s’il parle souvent du Royaume de Dieu et que les rois sont présents dans ses paraboles, Jésus refuse le titre et s’éloigne délibérément lorsque la foule veut le faire roi (Jn 6,15).
L’autre titre de roi des Juifs est donné à Jésus à sa naissance, par les mages (Mt 2,2). Il revient, de très nombreuses fois, lors de son jugement et de sa crucifixion (Mc 15,2) dans les quatre Évangiles, mais toujours par des opposants ou sur le mode du ridicule. Le dialogue entre Pilate et Jésus a pour sujet ce titre de roi des Juifs (Jn 18,36-37). Jésus ne nie pas : « C’est toi qui le dis… » (Jn 18,37) mais sa royauté n’est pas de ce monde (Jn 18,36). Il est roi de la Vérité (Jn 18,37). Moquerie ultime : l’inscription sur le bois de la croix, au-dessus de la tête de Jésus l’identifie comme "Jésus de Nazareth, roi des Juifs" (Jn 19,19).

### Fils de David / Postérité d'Abraham
D’après la prophétie de Nathan (2 S 7,11-15), la dynastie royale de David, le plus glorieux des rois d’Israël, durerait à jamais. Cependant, après l’exil de Babylone, ceux qui régnèrent en Juda n’étaient pas de la descendance de David. Au temps de Jésus, le roi Hérode lui-même n’en était pas. Aussi le peuple espérait-il qu’un descendant (fils) de David devienne roi. Cela fait partie de l’attente messianique.
Ceci explique que dans le Nouveau testament le titre est donné à Jésus par des membres de la foule plutôt que par les proches disciples et apôtres. Jésus l’accepte plus facilement que celui de Messie (Mt 9,27.15,22 ; Lc 18,36). Il rappelle cependant que le Messie attendu, est plus grand que David (Mt 22,43-45). Le titre messianique et royal est davantage présent dans l'Évangile de Matthieu qui souligne volontiers l’héritage juif de Jésus, son enracinement en Israël. En Matthieu 1,1 Jésus est également appelé fils d’Abraham selon la promesse qui lui a été donnée par Dieu peu après le déluge « Je donnerai ce pays à ta postérité (Gn 12, 7) ;  car tout le pays que tu vois, je le donnerai à toi et à ta postérité pour toujours (Gn 13,15). »
Plus tard, on apprend que ladite postérité n'est autre que Jésus « Or les promesses ont été faites à Abraham et à sa postérité. Il n'est pas dit: et aux postérités, comme s'il s'agissait de plusieurs, mais en tant qu'il s'agit d'une seule: et à ta postérité, c'est-à-dire, à Christ (Gal 3, 16). »

### Prophète
Les prophètes vétéro-testamentaires sont souvent mentionnés et cités dans le Nouveau Testament, particulièrement par Matthieu. Jean Baptiste et Jésus y sont considérés comme prophètes, même si leurs paroles et actions reflètent des styles et personnalités très différentes. Souvent adressé par la foule comme prophète (Mc 6,15.8,28 ; Mt 21,11 ; Lc 24,19; Jn 6,14) et même comme grand prophète (Lc 7,16), Jésus ne s’approprie pas le titre sauf indirectement (à Nazareth) : « Un prophète n’est méprisé que dans sa patrie » (Mt 13,57). Son autorité est plus grande et personnelle. Alors que les prophètes traditionnels affirment : « ainsi parle YHWH », Jésus dit « En vérité, en vérité je vous le dis... ». (Jn 3,3,11 : Lc 12,44). Cependant il agit clairement comme prophète : il dénonce les abus des autorités religieuses, il expose les signes des temps, et surtout se reconnait voué au sort tragique des prophètes (Mt 23,37-38).

### Maître
Ce titre est fréquemment utilisé, dans les quatre Évangiles, par les disciples de Jésus ; également par quelques adversaires. À l’époque de Jésus c’est un titre commun de respect vis-à-vis des enseignants (didaskalos), mais pas seulement. Il suggère également un statut de supériorité : le grec epistatès exprime celui qui se tient au-dessus. Hors des Évangiles certains qui étaient chargés de l’enseignement de la foi étaient également appelés maitres (Ac 13,1 ; 1 Co 12,28-29 et autres).
Le titre Rabbi (en hébreu) ou Rabbouni (en araméen) – ce dernier est explicitement traduit par maître par Jean en Jn 20,16 - est équivalent. Il était très courant pour s’adresser à un maitre spirituel juif. Jean Baptiste est également appelé Rabbi par ses disciples (Jn 3,26). Jésus le reprend pour confirmer : « vous m’appelez Seigneur et maître, et vous dites bien, car je le suis » (Jn 13,14). Ailleurs Jésus proteste (Mt 23,8) : « ne vous faites pas appeler ‘maîtres’ (rabbis) car vous n’avez qu’un seul  maître (didaskalos)... ».
Cependant, à la fin du Ier siècle, il prendra  parmi les Juifs le sens de spécialiste en Écriture sainte, et les écoles religieuses du judaïsme deviendront « rabbiniques ».

### Agneau pascal
L'institution de la Pâque se trouve dans l'Exode 12. Elle a pour but d'inciter le pharaon à bouter les enfants d'Israël hors de l'Égypte (car malgré neuf plaies réalisées par Dieu, il refuse avec obstination de les faire partir). Dieu décide de frapper fort, il ordonne aux enfants de prendre un agneau, de l'immoler, de prendre de son sang, et d'en mettre sur les deux poteaux et sur le linteau de la porte de leurs maisons pour se protéger du dixième fléau. En ce qui concerne l'agneau qui doit être un mâle d'un an, sans tâche, sans défaut, les juifs en consomment la chair, rôtie au feu ; ils la mangent avec des pains sans levain et des herbes amères.
Avec l'arrivée de Jésus qui institue la Sainte Cène le jour de Pâque, le pain sans levain, et le vin symbolisent son corps et son sang.
Il est crucifié le jour de la Pâque. Ressuscité, il est debout à la droite de Dieu.
L'apôtre Paul dit que Christ, notre Pâque, a été immolé pour nous (1 Cor 5, 7). Pierre dit aussi que les Chrétiens ont été couverts par le sang précieux de Christ, comme d'un agneau sans défaut et sans tache, prédestiné avant la fondation du monde (1 Pi 1, 19 - 20).
Ces deux passages confirment que les rites hébraïques ont été accomplis par Jésus.

### Pierre angulaire
C'est avec moult certitudes qu'une grosse partie des apôtres et des prophètes disent que Jésus est la pierre angulaire (Isaïe 28, 16) :« C'est pourquoi ainsi parle le Seigneur, l'Éternel: Voici, j'ai mis pour fondement en Sion une pierre, Une pierre éprouvée, une pierre angulaire de prix, solidement posée; Celui qui la prendra pour appui n'aura point hâte de fuir. » (Ephésien 2, 20) :« Vous avez été édifiés sur le fondement des apôtres et des prophètes, Jésus Christ lui-même étant la pierre angulaire. »
Pour la conclusion, c'est que les uns disent qu'il faut l'utiliser comme le fondement pour bâtir notre vie spirituelle, les autres confirment cette version (1 Corinthiens 3, 14) :« Car personne ne peut poser un autre fondement que celui qui a été posé, savoir Jésus Christ. »

## Titres donnés dans le Nouveau Testament
Certains titres apparaissent dans le récit narratif des Évangiles, sans être vocatifs :

### Chef de l'Église / Directeur
L'apôtre Paul dit que Jésus est le Chef de l'Église (Eph5,22-24) : car le mari est le chef de la femme, comme Christ est le chef de l'Église, qui est son corps, et dont il est le Sauveur. Jésus est aussi le Directeur (Mt 23, 9) Ne vous faites pas appeler directeurs; car un seul est votre Directeur, le Christ.

### Emmanuel
Dans l'Évangile de Matthieu, l'enfant à naître vient de recevoir le nom de Jésus qui est interprété comme celui qui sauve le peuple des péchés. Or, la conception de Jésus par la Vierge Marie est mise en relation par Matthieu avec la prophétie d'Isaïe « Voici que la vierge est enceinte et va enfanter un fils auquel on donnera le nom d'Emmanuel » (Mt 1,23). La signification d'Emmanuel est fournie directement par Matthieu dans sa traduction du mot. Il semble que Jésus n'a pas porté durant sa vie le nom d'Emmanuel, lequel serait plutôt une interprétation de l'une de ses fonctions à venir. C'est ainsi que Jésus promet sa présence au milieu de ses disciples quand deux ou trois seront réunis en son nom (Mt 18,20). Pensons aussi à la promesse finale de Jésus à ses disciples « Voici que je suis avec vous jusqu'à la fin des temps » (Mt 28,20) que l'on pourrait paraphraser en « Je suis Emmanuel jusqu'à la fin des temps ».
Ce nom hébreu se trouve uniquement dans l’Évangile de Matthieu (1,23). L’évangéliste cite la prophétie d’Isaïe  (Is 7,14), et, en donnant la traduction - "Dieu [est] avec nous" - l’associe directement au nom de Jésus qui précède en Matthieu 1,21, qui veut dire "Dieu sauve", le complémentant, en quelque sorte.

### Serviteur
Si Jésus ne s'est pas nommé lui-même serviteur, il se présente comme tel par la fonction centrale du don rédempteur de sa vie sur la Croix : « Le Fils de l'homme est venu non pour être servi, mais pour servir et donner sa vie en rançon pour la multitude » (Mc 14,24). Or ce serviteur qui donne sa vie est Dieu venant du ciel obéissant à son Père : « Je suis descendu du ciel, non pour faire ma volonté, mais celle de Celui qui m'a envoyé » (Jn 6,38). Par ailleurs, Jésus a attiré l'attention de ses témoins sur les quatre chants d'Isaïe (42,1-9 ; 49,1-7 ; 50,4-11, 52,13-53,12) dits "du Serviteur souffrant", qui lui fournit l'interprétation de sa Passion à venir en termes de suprême amour. Si Jésus a pris les traits de l’esclave pour nous sauver (Ph 2,7) jamais ce titre (doulos) ne lui est donné. Par contre, Matthieu (12,18) citant Isaïe : « Voici mon Serviteur que j'ai choisi » (Mt 12,18), considère qu'il s'agit d'une prophétie de l'œuvre de Jésus agissant comme Serviteur de Dieu dont l’allégeance à Celui-ci est parfaite. Précisons à ce sujet que le terme utilisé ici se dit en araméen talya qui peut aussi signifier "agneau", et ainsi suggérer l'Agneau de Dieu. Également, Pierre dans un de ses discours disant : « Le Dieu de nos Pères a glorifié son serviteur » (Ac 3,13), parle de même de Jésus ainsi.

### Sauveur
Dans l’Ancien Testament le titre est utilisé une douzaine de fois pour qualifier Dieu, celui qui sauve son peuple des dangers et des calamités. Dans le Nouveau Testament le titre de Sauveur (Sotèr) est rare dans les Évangiles (absent chez Matthieu et Marc), mais très présents dans les Lettres pastorales. Dans le ‘Magnificat’ de Marie Dieu est « mon Sauveur » (Lc 1,46). En Luc 2,11, l’ange annonce aux bergers un « Sauveur qui est le Christ Seigneur ». Devant le Sanhédrin Pierre proclame Jésus le Ressuscité comme « Prince et Sauveur » (Ac 5,31).
L’expression "Sauveur du Monde" apparaît uniquement en Jean (Jn 4,42 et 1 Jn 4,14). Il souligne le caractère universel de la mission de Jésus. Si le substantif Sauveur est rare, le verbe sauver est utilisé par les évangélistes pour raconter le ministère de Jésus : Mc 13,13 ; Lc 7,20, etc.). L'ange annonce à Joseph que Marie enfantera un enfant auquel il donnera le nom de Jésus « car c'est lui qui sauvera son peuple de ses péchés » (Mt 1,21). Or le nom même de Jésus signifie "Dieu sauve", car Jésus est la forme latine du terme grec ièsous, translittération des formes de l'hébreu Jeshua, Joshua ou encore Jehoshua qui signifient toutes "YHWH sauve".

### Le Logos ou Verbe (la Parole)

#### Le Logos dans le Prologue de l'Évangile de Jean
Jean, témoin oculaire de Jésus, dans le Prologue de son Évangile, l’identifie au Logos. Il affirme qu'il y a identité entre le Logos et Dieu : « Au principe était le Logos et le Logos était auprès de Dieu, et le Logos était Dieu » (Jn 1,1). Il précise que le Logos est créateur : « Tout fut par lui, et rien de ce qui a été ne fut sans lui » (Jn 1,3) ; qu'il est lumière (Jn 1,9), vie (1,4) ; qu'il s'est incarné : « le Logos s'est fait chair » (Jn 1,14) ; lui « le Fils unique engendré du Père » (Jn 1,18) a fait connaître Dieu « que nul n'a jamais vu » (Jn 1,18).

#### Le Logos chez Luc selon une exégèse de l'École biblique
Par ailleurs, le Dictionnaire Jésus considère que Luc emploie dans ses écrits le terme Logos de manière personnifiée. C'est ainsi que dans la présentation des sources historiques de son Évangile, il les présente témoins et « serviteurs du Logos » personnifié (Lc 1,2). Luc rapporte en une interrogation du peuple : « Qui est ce Logos pour commander avec autorité et puissance aux esprits impurs, et ils sortent ! » (Lc 4,36) et raconte plus loin que « la foule le serrait de près pour écouter le Logos de Dieu » (Lc 5,51). Plus loin Luc cite jésus disant : « Ma mère et mes frères, ce sont ceux qui écoutent le Logos » (Lc 8,21), et enseignant : « Heureux ceux qui écoutent le Logos de Dieu et le gardent » (Lc 11,27-28). Le même emploi de Logos comme d'un nom personnel de Jésus se trouve dans les Actes des Apôtres : « Le Logos envoyé aux fils d'Israël pour qu'il proclame l'Évangile de la paix par Jésus-Christ, c'est lui qui est le Seigneur de tout » (Lc 10,36). « C'est à nous que le Logos du salut a été dépêché » (Lc 13,26).

#### Enracinement du Logos dans les Targum
Contrairement à ce que l'on a longtemps pensé le Logos, Parole de Dieu personnifiée apparaissant chez Jean, loin d'être un emprunté à la pensée grecque et d'être étranger à la pensée juive, s'enracine bien au contraire dans le terreau religieux hébraïque. En effet des travaux récents sur les Targum qui sont des traductions libres en araméen des textes du Livre Sacré ont montré qu'elles ont substitué près de 600 fois la formule memra de-Adonaï (Logos de Dieu) à l'expression qualifiant Dieu. C'est ainsi que l'on trouve dans les Targum : « Le logos de Dieu divisa la lumière des ténèbres » (Gn 1,4), « Le Logos du Seigneur était la lumière » (Ex 12,42). En outre le Logos est présenté dans les Targum comme Créateur ; par exemple : « Par mon Logos j'ai posé les fondements de la terre » (Is 48,13), ou encre « C'est moi qui ai créé la terre par mon Logos » (Is 45,12). En outre, dans les Targum, le Logos de Dieu est Dieu lui-même : « C'est moi qui suis par mon Logos et il n'est point d'autre Dieu en dehors de moi » (Dt 32,39). Enfin le Logos se manifeste aux hommes en Dieu sauveur : « Le Logos du Seigneur se manifestera pour libérer son peuple » (ajout libre à Dt 32,39). On peut encore citer : « Je suis avec toi par mon Logos, je te garderai partout où tu iras et te ramènerai dans ce pays, parce que mon Logos ne t'abandonnera pas » (Gn 28,15). Cependant, si toutes ces citations ne sont pas sans évoquer le prologue de l'Évangile de Jean, il n'en demeure pas moins que le Logos des Targum ne se distingue pas de Dieu, car il n'est autre que le Dieu unique.

#### Une analyse
Jésus-Christ comme Parole de Dieu est présent uniquement dans le Prologue de l'évangile selon Jean (Jn 1,1-18). Ce titre est éminemment christologique. Le mot  logos ne signifie pas seulement parole ou mot, il peut être également traduit par phrase ou même discours. Jean fait certainement allusion au récit de la création en Génèse 1 où Dieu crée l’univers par sa simple parole : « Dieu dit... » (Gn 1,3). Car Jésus, le  Verbe, était au commencement (Jn 1,1) et dans sa divinité participa à la création. En outre Jean a sans doute en tête le Psaume 114 ou il est six fois question du Verbe divin sauveur, aux versets 25, 58, 81, 89, 107 et 114. Titre et thème de Jésus comme Parole (verbe) de Dieu sont très présents dans le christianisme de l’Église primitive.

### Agneau de Dieu
Ce titre (en grec: amnos tou Theou) est donné à Jésus par Jean Baptiste, dans l’Évangile de Jean (Jean 1,29,36) : « Voici l’Agneau de Dieu qui enlève le péché du monde ». La référence prophétique au sacrifice de l’agneau pascal est évidente. Jésus est mort sur la Croix au moment où l’Agneau sans tache était immolé au Temple de Jérusalem (Jn 19,28). En outre Pierre parle du Christ « comme d'un agneau sans reproche et sans tache » (1 P 1,19). Et Jean, « d’un agneau égorgé »  (Ap 5,6 et autres textes). Enfin Paul parle du « Christ notre pâque, a été immolé » (1 Co 5,7).
En anticipant son sacrifice de rédemption des péchés, lors de la Cène, Jésus a présenté une coupe à ses disciples, comme étant « le sang de l'alliance qui va être répandu pour une multitude » (Mt 26,28). Dans ce verset Jésus s'est explicitement comparé à l'agneau dont parle Isaïe : « Comme l'agneau mené à l'abattoir mon serviteur (...) offre sa vie en sacrifice d'expiation (...) alors qu'il portait le péché des multitudes » (Is 53,7.10.12). Le terme « serviteur » utilisé ici se dit en araméen talya qui peut signifier aussi agneau.
Titre et image furent exceptionnellement populaires dans l’Église primitive, y compris dans ses célébrations eucharistiques et son iconographie.

### Avocat (Paraclet)
Ce titre à la consonance juridique est typiquement johannique : il est généralement attribué au Saint-Esprit que Jésus enverra (Jn 14,16.26 et autres). Mais dans sa Première lettre Jean écrit : « Si quelqu'un vient à pécher nous avons comme Paraclet devant le père, Jésus-Christ le juste, lui qui est victime de propitiation pour nos péchés, non seulement les nôtres, mais aussi ceux du monde entier » (1 Jn 2,1). Comme l’étymologie le suggère le Paraclet est celui qui se tient à côté, en d’autres mots : l’avocat. Le titre de paraclet attribué à Jésus-Christ signifie qu'il intercède auprès de Dieu son Père en faveur des hommes, ayant fait de sa vie un sacrifice offert à Dieu pour la rémission de leurs péchés.

### Grand-prêtre selon l'ordre de Melchisédech
Jésus n’appartient ni à la tribu de Levi (le groupe sacerdotal des lévites) ni à la famille des Grands-prêtres de la nation juive. Il n’est lié en rien explicitement au culte traditionnel juif du Temple de Jérusalem, même s’il en fait sa maison (Mt 21,12). Nulle part dans les récits évangéliques il n’est appelé prêtre ou même associé à quelque fonction sacerdotale que ce soit. Ni non plus dans les Lettres pauliniennes ou pastorales. Toutefois Jésus par son ministère assume les principales fonctions liées au Temple, comme la purification et l'expiation, et il travaille le jour du sabbat comme les prêtres.
Cependant le titre unique de Grand-prêtre éminent (He 4,14) lui est donné dans la lettre aux Hébreux : « Nous avons un Grand-prêtre souverain qui a traversé les cieux, Jésus ». Ce Grand-prêtre est d’un type différent, non pas de la classe ou descendance d’Aaron (desquels sont les Grands-prêtres d’Israël), mais de l’ordre de Melchisédech (He 6,20), prêtre universel qui est appelé « Prêtre du Dieu très Haut » en Genèse 14,18). Jésus a mené à son terme l’office de tout sacerdoce, y compris en Israël, étant lui-même prêtre et victime. Il est le médiateur unique de l’Alliance nouvelle entre Dieu et les hommes.
Bref Jésus est le Grand-prêtre transcendant (He 8,1) proclamé dans un Psaume : « Tu es prêtre à jamais selon l'ordre de Melchisédech » (Ps 110,4) qui précise en que le Seigneur Dieu s'adresse à lui comme un autre Seigneur préexistant à David selon Jésus. Ce Grand-prêtre offre le sacrifice unique de sa Passion rédemptrice en expiation définitive des péchés de tous les hommes (He 3,1.9.24-26), à la manière des Grands-prêtres de Jérusalem offrant chaque année lors de la fête du Yom Kippour des sacrifices sanglants d'animaux en expiation de leurs propres péchés, de ceux des prêtres et enfin de ceux du peuple.

### Chef et le consommateur de la foi
C'est le surnom donné dans l'épître aux hébreux en raison des souffrances et des épreuves que Jésus a endurées sur la terre, sans avoir pourtant péché une seule fois, tout en gardant la foi en Celui qui l'a envoyé.

### Prince des rois de la terre
(Ap1,4-5) Jean aux sept Églises qui sont en Asie: que la grâce et la paix vous soient données de la part de celui qui est, qui était, et qui vient, et de la part des sept esprits qui sont devant son trône, et de la part de Jésus Christ, le témoin fidèle, le premier-né des morts, et le prince des rois de la terre!

### L'Alpha et l'Oméga
Jésus annonce qu'il est l'Alpha et l'Oméga, Celui qui est, qui était et qui vient, le commencement et la fin (Apo 1,8;Apo 21,6;Apo 22,13).

### Fidèle et Véritable
Jésus tient la clef de David, celui qui ouvre, et personne ne fermera, celui qui ferme, et personne n'ouvrira. On le nomme le Saint, le Véritable (Apo 3,7).
Jésus revient au monde, monté sur son cheval : Puis je vis le ciel ouvert, et voici, parut un cheval blanc. Celui qui le montait s'appelle Fidèle et Véritable, et il juge et combat avec justice (Apo 19,11).

### L'Amen
Chaque fois que les chrétiens terminent la prière, ils finissent toujours par dire « Amen ». L'Amen est ainsi le nom de Jésus.
« car, pour ce qui concerne toutes les promesses de Dieu, c'est en lui qu'est le oui ; c'est pourquoi encore l'Amen par lui est prononcé par nous à la gloire de Dieu (2 Cor 1, 20). »
« Écris à l'ange de l'Église de Laodicée: Voici ce que dit l'Amen, le témoin fidèle et véritable, le commencement de la création de Dieu » (Apo 3, 14).

### Lion de Judah
Le Lion de Juda a pour origine le livre de la Genèse dans lequel le lion est l'emblème de la Tribu de Juda.
Le lion est régulièrement évoqué dans l'AT et le NT comme le symbole royal et l'outil de jugement de Jésus.
Dans le livre des juges, chapitre 14, 1-9, Samson a tué un lion pour savourer du miel trouvé dans le corps de celui-ci.  
Dans le 1 Roi 13, 11 - 32 un prophète a été dévoré par un lion en guise de punition pour avoir désobéi à Jésus. Job a même dit qu'il nous poursuit comme un lion (Job 10, 16).
Le lion est aussi figuré dans le temple de Salomon.
C'est dans l'Apocalypse 5, 5 que l'identité du lion révèle : « Ne pleure point ; voici, le lion de la tribu de Juda, le rejeton de David, a vaincu pour ouvrir le livre et ses sept sceaux. »

### Époux / Mari
Les Saintes Écritures et les chrétiens qualifient de Jésus Époux qui épouse son épouse, soit une église sans tâche, ni ride. Il s'agit d'un ensemble de chrétiens, nés de nouveau, couverts par le sang de Jésus, et reconnaissent qu'il est leur Sauveur et Seigneur. Le Parabole des vierges mentionne que lorsque l'Époux arrive à l'improviste, les vierges (épouses) prêtes, prennent leurs lampes à l'huile, entrent avec lui dans la salle des noces. Elles sont alors préservées, enlevées lors de l'Enlèvement.
Dans 2 Cor 11,2 mentionne directement Jésus comme époux : Oh! si vous pouviez supporter de ma part un peu de folie ! Mais vous, me supportez ! Car je suis jaloux de vous d'une jalousie de Dieu, parce que je vous ai fiancés à un seul époux, pour vous présenter à Christ comme une vierge pure.
Le cantique des cantiques décrit la relation intime (description métaphorique) entre l'Époux et l'Église.

## Titres donnés par l'Église

### Dieu trinitaire
Bien que le mot « Trinité » ne soit pas mentionné dans la Bible, le Père, le Fils, et le Saint-Esprit, ces trois termes sont récurrents dans le NT.
Dans les évangiles, Jésus dit que le Père est en lui, et lui en Père, et que celui qui a vu le Fils a déjà vu le Père (Jean 14, 9 - 14). De plus, le Père envoie le Consolateur, l'Esprit-Saint au nom de Jésus pour être avec ses disciples et ses successeurs (Jean 14, 15 - 25). Ledit Esprit est aussi présent dans l'AT au temps de la construction du tabernacle, et au temps des Juges.
Dans les épîtres, Jésus est Dieu mais s'est dépouillé de son pouvoir divin (tout en préservant sa nature divine), et est devenu un simple homme, se rendant obéissant jusqu'à la mort, même jusqu'à la mort de la croix. C'est pourquoi il est assis à la droite de son Père et qu'au nom de Jésus tout homme et créature confesse qu'Il est Seigneur, à la gloire de Dieu le Père (Phil 2, 5 - 11).
L'apôtre Jean dit que même Jésus est la Parole et la Parole est Dieu (Jean 1, 1). Plus tard, il confirme à nouveau le caractère divin de Jésus, et met en garde ceux qui nient sa divinité (1 Jean 4).
Dès siècles plus tard, Tertullien, chrétien engagé, forgea le mot « Trinité ».
Le dictionnaire Larousse définit la « Trinité » premièrement comme un principe libre et responsable d'activité (Il y a trois personnes en Dieu.). Et deuxièmement dans la théologie chrétienne, désignation de Dieu en trois personnes (Père, Fils et Saint-Esprit) distinctes, égales et consubstantielles en une seule et indivisible nature (Dans ce sens, prend une majuscule.). 
Donc le Père, le Fils, et le Saint-Esprit sont la même entité : c'est Dieu qui est manifesté en trois personnes.
C'est pourquoi pour chaque chrétien baptisé ou marié, il n'est pas rare d'entendre dire « Au nom du Père, du Fils et du St-Esprit. » d'après Mt 28, 19 « Il [Jésus] dit à ses disciples : "Allez, faites de toutes les nations des disciples, les baptisant au nom du Père, du Fils et du Saint Esprit." »

### Tétramorphe
Il s'agit de l'être aux quatre visages (Ézéchiel 1,5-25) dont l'un est celui de l'humain, les autres sont taureau, aigle et lion. Cette description réapparaît dans Ézéchiel 10,9-22.
Plus tard, les quatre évangiles représentent chaque face du tétramorphe : pour l'évangile de Matthieu, c'est la face de l'homme ; pour Marc, c'est celle du lion ; pour Luc, c'est celle du taureau ; et enfin pour Jean, c'est celle de l'aigle.
Pour le premier, Jésus est venu en tant qu'homme en suivant la généalogie depuis Adam. Pour le second, Jésus est venu en tant que lion d'après Mc 1, 3 : « C'est la voix de celui qui crie dans le désert : Préparez le chemin du Seigneur, Aplanissez ses sentiers. »
Pour le troisième, Jésus est venu en tant que taureau car tout mâle premier-né sera consacré au seigneur (Luc, 1, 21-24). Enfin pour le quatrième Jésus est venu en tant qu'aigle qui signifie le mystère céleste (Jean 1).
Le rôle du tétramorphe est décrit dans l'Apocalypse 4,7-9.

### Divin Enfant
La Bible dit que Dieu révèle à chaque homme ; de tel homme reçoit la révélation divine, on dit qu'il est divinement averti. L'apôtre Pierre et d'autres épîtres emploient le mot « divin » pour décrire la nature de Jésus (2 Pi 1, 3 - 4). 
Le terme « Divin Enfant » fut employé pour la première au XIXe siècle, en l'honneur de Jésus. Il évoque sa Nativité. C'est un chant de Noël populaire catholique français « Il est né le divin enfant ».
Le chant résume l'accomplissement de la prophétie depuis quatre mille ans, annoncée par les prophètes de l'Ancien Testament, envoyés de l'Éternel. Le Christ s'est humilié lui-même et s'est fait chair, né dans une étable ; et des mages d'Orient viennent lui rendre visite.